# نانا أسماء بنت عثمان فودي
نانا أسماء (بالإنجليزية: Nana Asma’u)‏ (1793 - 1864)، أميرة وشاعرة ومدرسة.

## السيرة
ولدت وتربت فيما يسمى اليوم نيجيريا في قارة أفريقيا أبوها عثمان فودي كان شيخا ومعلما اهتم بتعليم أولاده صبيانا ذكورا وبنات، فحفظت القرآن وتعلمت القراءة والكتابة ودرست العلوم الإسلامية من تجويد وأصول الفقه من خلال المكتبة الكبيرة التي كان أبوها يمتلكها، وعندما صار عمرها 11 سنة طرد أبوها من بلده بسبب نقده للحاكم، وقد كانت تجري خلالها حرب أهلية تسببت بآلاف القتلى، فوجدت نانا أسماء انتشار الأرامل والنساء اللاواتي فقدن كفيلهن ولا يعرفن عملا ولا كتابة فبدأت بحلقات لتعليم النساء القراءة الكتابة وأعمالا متفرقة يعيلن بها أنفسهن كطحن الحبوب، وقد كتبت نانا أسماء عددا كبيرا من القصائد من أجل تسهيل تعلم قواعد الفقه وأساسيات التجويد وما إلى ذلك لكي يرتقين فكريا وماديا، بعد فترة قليلة كثر عدد اللواتي يقصدنها إلى أعداد هائلة من النساء حتى لم تعد تستطيع تعليمهن كلهن فبدأت بتدريب النساء على تعليم ما تعلمن ثم بعثت بهن إلى قرى متفرقة للقضاء على أمية النساء، وتعليم القرآن وأصول الدين كما أن هؤلاء النسوة دربن نساء أخريات حتى تكونت شبكة هائلة من النساء المتعلمات الحافظات المدرسات، وأصبحن مثالا يحتذى به حتى في تعليم الصبيان، وكن يدرسن النساء في البيوت وخصوصا بيوت النساء الفقيرات، كانت نانا أسماء تتحدث أربع لغات بطلاقة-منهن اللغة العربية- وكتبت ما يزيد على ستين كتابا وأصبحت بعد ذلك مستشارة لحاكم البلد وكتبت رسائل إلى أمراء المحافظات تنصحهم وتقومهم.

## الوفاة
ولما توفيت نانا أسماء سنة 1864 حضر جنازتها آلاف من النساء والرجال جاءوا من جميع بقاع الدولة لحضور جنازتها وما يزال تراثها باقيا إلى اليوم فلا تزال النساء في منطقتها تستخدمن أسلوب تعليمها من أجل نشر العلم والعلوم الإسلامية، فأعداد من النساء تدين لها بقدرتهن على القراءة والكتابة وتعلمهن القرآن وأصول الدين وقدرتهن على إعالة ذويهن، وقد ترجمت أعمالها إلى عدة لغات وتدرس سيرتها في الجامعات الغربية كمثال عظيم للمرأة الأفريقية المسلمة.